# Championnats d'Afrique de duathlon
Les championnats d'Afrique de duathlon sont une compétition sportive opposant les meilleurs duathlètes du continent africain. Les courses du championnat d'élite sont courus sur une distance de 10 km de course à pied, 40 km de cyclisme et 5 km de course à pied. Des compétitions sur distance sprint sont organisées et disputées soit dans des compétitions spécifiques soit par groupe d'âge. Ces épreuves sont organisées par la Fédération africaine de triathlon (African Triathlon Union (ATU)).

## Palmarès
| Année | Lieu                           | Hommes                             | Hommes                         | Hommes                            | Femmes                        | Femmes                             | Femmes                           |
| Année | Lieu                           | Or                                 | Argent                         | Bronze                            | Or                            | Argent                             | Bronze                           |
| ----- | ------------------------------ | ---------------------------------- | ------------------------------ | --------------------------------- | ----------------------------- | ---------------------------------- | -------------------------------- |
| 2010  | Bloemfontein (Afrique du Sud)  | Brand Du Plessis Afrique du Sud    | Travis Johnston Afrique du Sud | Johan Pretorius Afrique du Sud    | Kate Roberts Afrique du Sud   | Yolande Van Vuuren Afrique du Sud  | -                                |
| 2013  | Potchefstroom (Afrique du Sud) | Johannes Du Plessis Afrique du Sud | Travis Johnston Afrique du Sud | Roger Randrianambinina Madagascar | Andrea Steyn Afrique du Sud   | Liezl Van Der Merwe Afrique du Sud | -                                |
| 2019  | Le Cap (Afrique du Sud)        | Herculaas Cronje Afrique du Sud    | Michael Ross Afrique du Sud    | Cameron MacNair Afrique du Sud    | Carlyn Fischer Afrique du Sud | Cristina Heywood Afrique du Sud    | Natalie Ann Sterk Afrique du Sud |
| 2021  | Windhoek (Namibie)             | Jean-Paul Burger Namibie           | Dylan Kruger Afrique du Sud    | Jonathan Benjamin Afrique du Sud  | Risa Dreyer Namibie           | Benita Kasch Namibie               | Anri Krugel Namibie              |
| 2023  | Hurghada (Égypte)              | Maamar Fethi Ghouti Algérie        | Chakib Kaioua Algérie          | Anwer Dakam Libye                 | Manal Ahmed Égypte            |                                    |                                  |
| 2024  | Hurghada (Égypte)              | Mohamed Nemsi Maroc                | Chakib Kaioua Algérie          | Zeyad Younis Égypte               | Manal Ahmed Égypte            | Retag Al Gaber Égypte              |                                  |